# سیارک ۱۲۴۰۸
سیارک ۱۲۴۰۸ (به انگلیسی: 12408 Fujioka، نامگذاری:1995SP2) دوازده هزار و چهارصد و هشتمین سیارک کشف شده‌است که در ۲۰ سپتامبر ۱۹۹۵ کشف شد.
قدر مطلق سیارک برابر ۱۵٫۱۰ است.